# Édith Scob
Édith Scob, ursprungligen Édith Helena Vladimirovna Scobeltzine, född 21 oktober 1937 i Paris, död 26 juni 2019 i Paris, var en fransk teater- och filmskådespelerska. Hon är mest känd för sin roll som Christiane Génessier i den franska spänningsfilmen De bestialiska från 1960.

## Biografi

### Familj och bakgrund
Édith Scob föddes i Paris 1937 som sondotter till en rysk armégeneral och vit emigrant. Hennes far var arkitekt och modern journalist. Hennes äldre bror Michel Scob (1935–1995) var tävlingscyklist och tävlade för Frankrike under de olympiska sommarspelen i Rom 1960, samma år som De bestialiska gick upp på biograferna. Vid 14 års ålder genomgick hon behandling för anorexia. Hennes förkärlek för litteraturen födde ett intresse för teatern, och när hon fick sin första roll studerade hon franska vid Sorbonne samtidigt som hon tog dramaklasser.

### Film- och teaterkarriär
Scob gjorde sina första teater- och filmroller 1958 i pjäsen Don Juan vid Théâtre de l'Athénée i Paris och i filmen Hotet (La tête contre le murs) regisserad av Georges Franju. 1960, vid 22 års ålder, gjorde hon sin genombrottsroll i Georges Franjus spänningsfilm De bestialiska (Les Yeux sans visage), som en ung kvinna med ett ansikte gömt bakom en mask på grund av en olycka.
Åren 1962–1965 medverkade hon i ytterligare tre filmer regisserade av Georges Franju.